# Charles Archibald Nichols

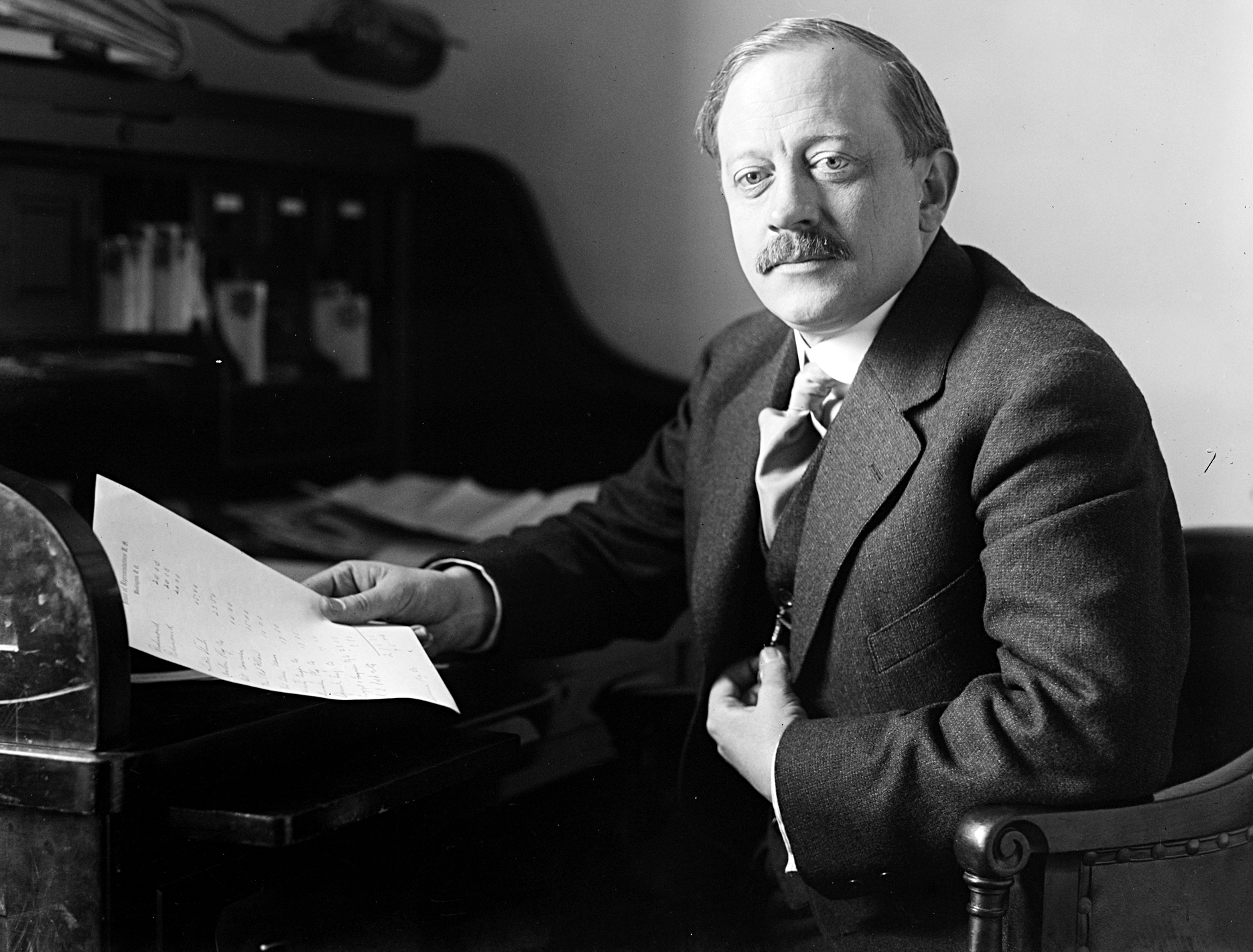
Charles Archibald Nichols (1916)

Charles Archibald Nichols (* 25. August 1876 in Boyne City, Charlevoix County, Michigan; † 25. April 1920 in Washington, D.C.) war ein US-amerikanischer Politiker. Zwischen 1915 und 1920 vertrat er den Bundesstaat Michigan im US-Repräsentantenhaus.

## Werdegang
Charles Nichols besuchte die öffentlichen Schulen seiner Heimat und arbeitete danach von 1898 bis 1905 als Journalist für zwei Zeitungen in Detroit. Dabei war er unter anderem  Kriminalreporter. Von 1905 bis 1908 arbeitete er als Abteilungsleiter für die Polizeidirektion der Stadt Detroit. Zwischen 1908 und 1912 war er als Ratsschreiber (City Clerk) bei der dortigen Stadtverwaltung tätig.
Politisch war Nichols Mitglied der Republikanischen Partei. Bei den Kongresswahlen des Jahres 1914 wurde er im 13. Wahlbezirk von Staates Michigan in das US-Repräsentantenhaus in Washington gewählt, wo er am 3. März 1915 die Nachfolge von Patrick H. Kelley antrat. Nach zwei Wiederwahlen konnte er bis zu seinem Tod am 25. April 1920 im Kongress verbleiben. Ab 1919 war er Vorsitzender des Committee on the Census. In Nichols’ Zeit als Kongressabgeordneter fiel der Erste Weltkrieg. Im Jahr 1919 wurde im Kongress der 18. Verfassungszusatz verabschiedet, der den Vertrieb und den Transport alkoholischer Getränke bundesweit untersagte. In Nichols’ Todesjahr 1920 wurde außerdem mit dem 19. Zusatzartikel das Frauenwahlrecht bundesweit eingeführt. Nach Nichols’ Tod fiel sein Mandat in einer Nachwahl an Clarence J. McLeod.